# O Gato Félix (Monteiro Lobato)

Em O Gato Félix, um gato finge ser o Gato Félix.

O Gato Félix é o título de um livro escrito por Monteiro Lobato, publicado em 1928, na história, um impostor se passa pelo gato dos desenhos animados mais tarde, a história foi incluída como um capítulo do livro Reinações de Narizinho. Em 2001, na série de televisão Sítio do Picapau Amarelo, Félix foi substituído pelo Gato de Botas.